# 柯西平
柯西平，福建安溪人、男、中國企業家、政治人物

  

## 生平
彼為廈門市政協常務委員、
第十四屆、第十三屆、第十二屆全國政協委員，畢業于湖北省經濟管理幹部學院工商專業、
歷仼厦门恒兴集团董事會主席、恒兴黄金主席兼執行董事、紫金矿业非執行董事兼聯席創办人、全國工商聯常委、廈門市工商聯主席 ，旗下厦门恒兴集团拥有紫金矿业丶京東方的股份，另外在商业地产方面也有很多投资，以及其他實业投資 

 